# Casa Xanxo
La  Casa Xanxo es una casa gótica ubicada en Perpiñán, en el departamento de los Pirineos Orientales (Francia).

## Localización
El edificio, clasificado como Monumento histórico, está ubicado en el número 8 de la calle Main de Fer de Perpiñán, en el barrio de Saint-Jean.

## Historia
Fue construida alrededor del año 1508, en el estilo catalán de la época, por Bernat Xanxo, un rico comerciante vendedor de telas de la ciudad. La casa contaba con las estancias esenciales para el almacenaje: de una cava abovedada y de una gran sala de recepción en el primer piso. El conjunto se ha mantenido sin padecer grandes transformaciones; solo en el siglo XVIII se construyó una escalera monumental. La ampliación de las ventanas en la fachada fue al origen de la desaparición de una parte de friso esculpido actual.
En el año 2000, el municipio pasó a ser el propietario por derecho de retracto.

## Arquitectura y decoraciones
La casa presenta en la fachada un portal de entrada en mármol esculpida con arquivoltas y, a media altura un friso en dos partes que evocan los Siete pecados capitales y el infierno, conectadas por una cuerda, mientras que en el centro un cráneo descarnado representa el paso de la vida a la muerte.

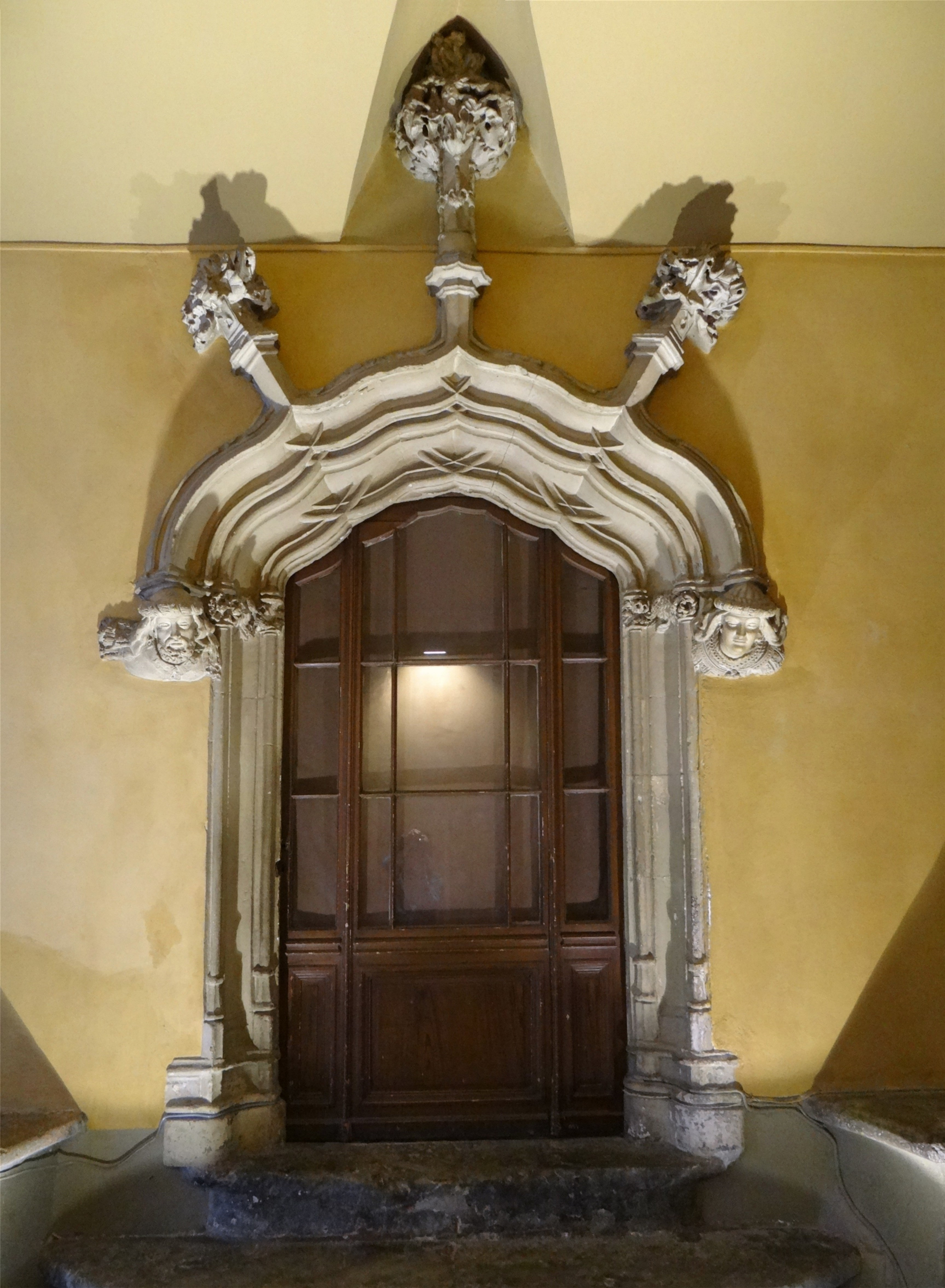
Puerta esculpida en el vestíbulo
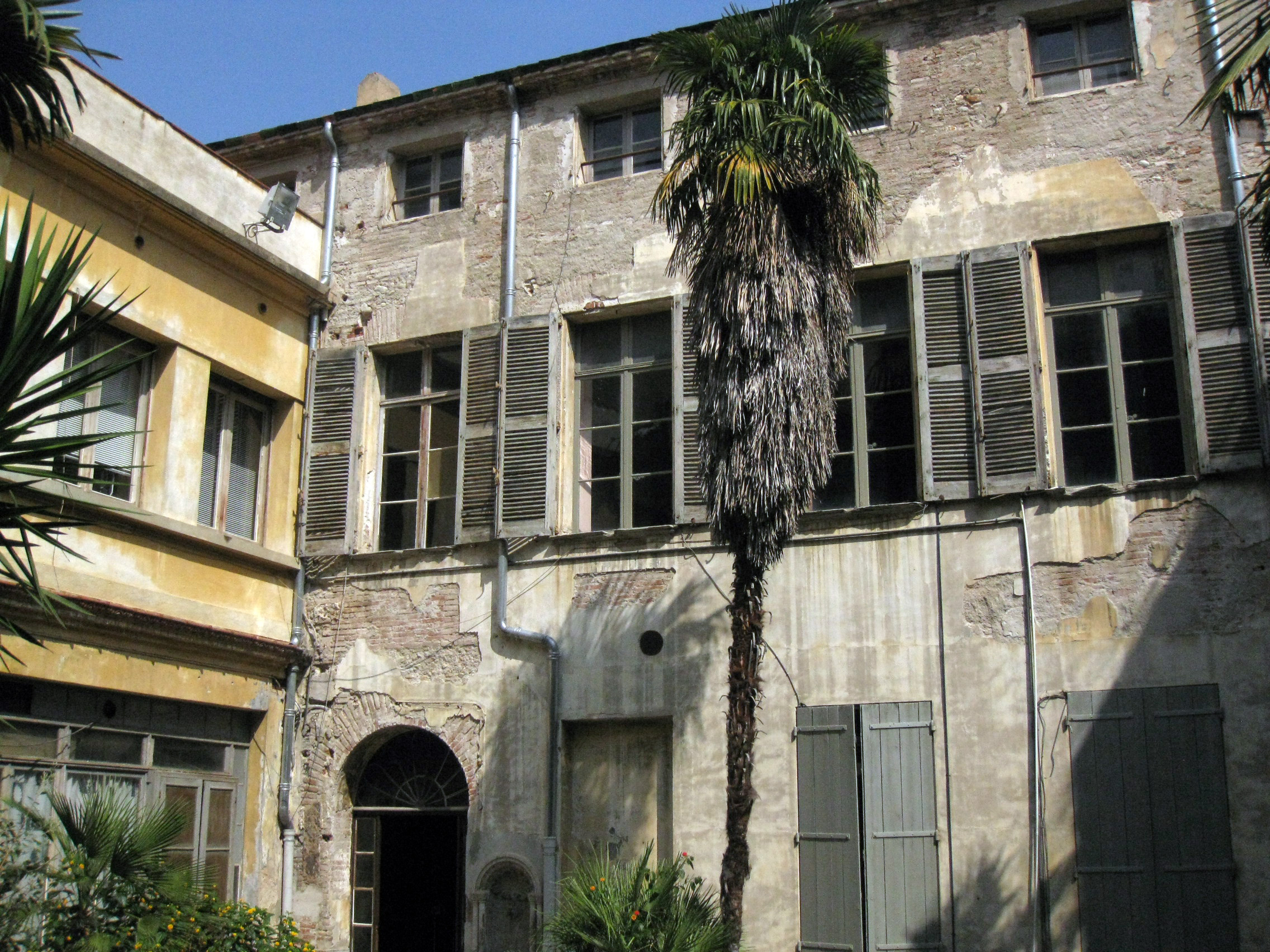
Parte que da sobre el patio, muy deteriorada